# Regra de três composta
A regra de três composta, na matemática, é uma forma de se descobrir valores de grandezas a partir de outros valores já existentes. Um modelo reduzido deste método é a regra de três simples, utilizada quando a comparação se dá apenas entre três valores. A regra de três composta é utilizada quando se quer descobrir um único valor a partir de três, cinco ou mais valores já conhecidos, e tendo em conta que os valores referentes a uma mesma classe de objeto têm de estar na mesma unidade de medida.

## Exemplos práticos
Na análise de como iremos resolver um problema por meio da regra de três composta, deve-se levar em conta se as grandezas relacionadas são diretamente ou inversamente proporcionais. Vejamos a seguir como na prática estas duas situações se comportam.
Exemplo 1
Temos o seguinte enunciado: "O dono de uma carpintaria sabe que precisa de 50 operários para fazer 10 estantes em 5 dias, mas sabendo ele que para fazer as estantes tem apenas dois dias, de quantos operários vai precisar?". Para resolver este problema adotaremos a seguinte lógica:
a) Vamos elaborar um esquema onde "x" é a incógnita.
| Estantes | Operários | Dias |
| -------- | --------- | ---- |
| 10       | 50        | 5    |
| 10       | x         | 2    |

b) Se diminuirmos ( ↓ ) o número de operários, fazem-se mais ( ↑ ) ou menos ( ↓ ) estantes? Caso tenha respondido que fazem-se menos ( ↓ ), você acertou! Agora vamos assinalar no quadro.
| Estantes | Operários |
| -------- | --------- |
| 10       | 50        |
| ↓        | ↓         |
| 10       | x         |

c) Se diminuirmos ( ↓ ) o número de operários, precisa-se de mais ( ↑ ) ou menos ( ↓ ) dias? Claro que é mais ( ↑ ). Vamos assinalar no quadro.
| Operários | Dias |
| --------- | ---- |
| 50        | 5    |
| ↓         | ↑    |
| x         | 2    |

d) O quadro final e completo fica assim.
| Estantes | Operários | Dias |
| -------- | --------- | ---- |
| 10       | 50        | 5    |
| ↓        | ↓         | ↑    |
| 10       | x         | 2    |

e) Vamos criar e resolver a equação.
{\displaystyle {\frac {50}{x}}={\frac {10}{10}}\times {\frac {2}{5}}}
Atenção que o número de dias foi invertido porque se trata de uma grandeza inversamente proporcional.
Fazendo as contas:
{\displaystyle {\frac {50}{x}}={\frac {2}{5}}}
{\displaystyle x={\frac {50\times 5}{2}}}
{\displaystyle x=125}
A carpintaria precisará de 125 operários.
Exemplo 2
Em 8 horas, 20 caminhões descarregam 160 m³ de areia. em 5 horas, quantos caminhões serão necessários para descarregar 125 m³?
| Horas | Caminhões | Areia em m³ |
| ----- | --------- | ----------- |
| 8     | 20        | 160         |
| 5     | x         | 125         |

Sempre onde estiver x a seta é para baixo, ou seja, diretamente proporcional. Ela pode estar em qualquer posição ou lugar. Sempre a seta é para baixo. Ficará assim:
- a) Quanto menos caminhões houver, então, mais horas necessárias; portanto, Inversamente Proporcional (↑);
- b) Quanto menos caminhões houver, então, menos o volume descarregado; portanto, Diretamente Proporcional (↓).

| Horas | Caminhões | Volume |
| ----- | --------- | ------ |
| 8     | 20        | 160    |
| ↑     | ↓         | ↓      |
| 5     | x         | 125    |

Fazendo os cálculos:
{\displaystyle {\frac {20}{x}}={\frac {5}{8}}\times {\frac {160}{125}}}
{\displaystyle {\frac {20}{x}}={\frac {8}{10}}}
{\displaystyle x={\frac {20\times 10}{8}}}
X = 25 caminhões

## Transformando regra de três composta em regra de três simples
Uma maneira fácil, sem precisar decorar regras, de resolver uma regra de três composta é transformá-la em regra de três simples, tomando o cuidado de usar o que for diretamente proporcional.
Por exemplo
- A quantidade de dias é inversamente proporcional à quantidade de operários;
- A quantidade de estantes é diretamente proporcional à quantidade de operários.

Então, não se deve armar a regra de três simples com a quantidade de dias;
Deve-se armar a regra de três simples com a quantidade de estantes fabricadas por dia.
Exemplo:
O dono de uma carpintaria sabe que precisa de 40 operários para fazer 10 estantes em 5 dias. Quantas estantes ele fabricará em oito dias, sabendo ele que só poderá usar 30 empregados?
Solução:
Os 40 operários produzem {\displaystyle {\frac {10}{5}}=2} estantes por dia.
Os 30 operários farão {\displaystyle {\frac {x}{8}}} estantes por dia.
Armando a regra de três simples:
{\displaystyle {\frac {40}{30}}={\frac {2}{\frac {x}{8}}}}
{\displaystyle x=12{\text{ estantes}}}